# Constant Marie
Constant Marie, conocido como Le Père Lapurge (Sainte-Houvrince, Calvados, Francia, 27 de agosto de 1838-5 de agosto de 1910), fue un comunero, compositor y poeta anarquista.
Es el autor de canciones revolucionarias como «Dame dynamite», «Le Père Lapurge», «L’Affranchie» y «La Muse rouge».

## Biografía
Comenzó a trabajar como albañil. Participó en la Comuna de París, en la que resultó herido en la trinchera del fuerte de Vanves. La lesión le obligó a convertirse en zapatero.
La virulencia de sus comentarios llamó la atención de la policía, que el 1 de julio de 1894 registra su domicilio. Confiscaron libros y letras de sus canciones, al tiempo que fue detenido y acusado de afiliación a una organización criminal. Pasó varias semanas en la prisión de Mazas. Fue liberado un año después y estuvo bajo vigilancia hasta 1905.
Militante muy activo entre 1885 y 1886, participó en diversas organizaciones libertarias. Publicó también varios artículos en el semanario «Le Père peinard» bajo el pseudónimo Le Père Lapurge.
Finalmente, Constant Marie falleció el 5 de agosto de 1910.

## Canciones
Se le deben varias de las canciones más representativas del repertorio libertario francés, como «Dame Dynamite» et «Le Père Lapurge». Ambas fueron publicadas en julio de 1886 en «La Révolte des affamés», periódico anarquista de Calais.